# کالاکندی
کالاکندی (به هندی: Kaalakaandi) فیلمی محصول سال ۲۰۱۸ و به کارگردانی آکشات ورما است. در این فیلم بازیگرانی همچون سیف علی خان، آشوک اوبوی، کونال روی کاپور، دیپاک دوبریال، ویجای راز، سوبهیتا دولیپالا، ایشا تالوار، شیوام پاتیل، آماندا روزاریو، شناز تراسوری، آمیرا دستور ایفای نقش کرده‌اند.